# Honky Tonk (Lied)

Doggett - Honky Tonk Part 1

Honky Tonk ist ein 1956 von Bill Doggett aufgenommener Song, der zu den meistverkauften Instrumentalstücken der Plattengeschichte gehört.

## Entstehungsgeschichte
Die Band um Doggett erhielt im Januar 1952 einen Plattenvertrag beim auf Rhythm & Blues spezialisierten Independent-Label King Records, wo sich Produzent Henry Glover um das Quartett kümmerte. Im Februar 1956 entstand während einer der vielen Live-Auftritte der Band durch Improvisation die Grundform von Honky Tonk. Die Gruppe um Doggett komponierte den Song danach vollständig zu Ende. Aufbauend auf einer 12-taktigen Bluessequenz entstand am 16. Juni 1956 im New Yorker Tonstudio eine orgelbetonte und stark synkopierte Instrumentalaufnahme unter dem Titel Honky Tonk Pt. 1 / Honky Tonk Pt. 2 (King #4950), produziert von Henry Glover. Das temporeiche Orgelriff auf Doggets Hammond B3 bildet im live aufgenommenen Song die Grundlage für die Staccato-Soli des Tenorsaxophonisten Clifford Scott, die wiederum durch schnelle Gitarrenakkorde von Billy Butler verbunden wurden. Butler war erst Ende 1955 zur Band gekommen und vermischt hier ein Charlie-Christian-ähnliches tremoloreiches Gitarrenspiel mit Spielfreude – der Prototyp eines R&B-Instrumentals war entstanden. Teil 2 ist nicht lediglich eine Fortsetzung, sondern eine Variante des ersten Teils. Hier wird der Rhythmus durch Händeklatschen angetrieben, Scott präsentiert einen melodischeren Saxophon-Teil gegen Butlers rollierende Spielweise. Doggett war zwar kein technisch guter Orgelspieler, doch bei Tanzrhythmen wie diesem wuchs er über sich hinaus.

## Veröffentlichung
Nach Veröffentlichung im Juli 1956 gelangte die Single auf Anhieb auf den ersten Platz der Rhythm-&-Blues-Hitparade und blieb dort ab dem 25. August 1956 für zehn Wochen. Der Song entwickelte sich mit einem Plattenumsatz von vier Millionen Exemplaren zum umsatzstärksten Hit des King-Labels und platzierte sich mit einer Nr. 2 in der Pop-Hitparade auch als Crossover. Bereits nach einem halben Jahr waren 1,5 Millionen Platten umgesetzt. Neben einem BMI-Award erreichte der Titel den Status als eine der bestverkauften Singles des Jahres 1956 und gilt als eine der meistverkauften Pop-Instrumentalsingles aller Zeiten.

## Coverversionen
Unter den wenigen Pop-Instrumentalgruppen erfreute sich Honky Tonk großer Beliebtheit. Insgesamt werden 21 Fassungen aufgelistet, von denen als erste im November 1960 die von Elvis Presleys ehemaliger Begleitgruppe Bill-Black-Combo erschien. Die Ventures präsentierten den Titel auf ihrem ersten Album Walk Don’t Run im Dezember 1960, Saxophon-Instrumentalist King Curtis hatte seine neu arrangierte Version am 19. September 1961 in Rudy van Gelders Tonstudio aufgenommen. In dieser Session spielte auch Billy Butler, der Doggetts Band kurz vor dieser Aufnahmesession verlassen hatte, wie beim Original wieder seine markanten Gitarrenparts.